# Ардуин II (Ивреа)
Ардуин II или Ардицин (на италиански: Arduino II o Ardicino; * X век, † ок. 1050) е вероятен маркграф на Ивреа от 999 до 1015 г.

## Произход
Той е син на Ардуин от Ивреа (* ок. 955; † 1015), маркграф на Ивреа (ок. 989 – 999) и крал на Италия (1002 – 1014), и на съпругата му Берта Отбертинска († 1015). Има двама братя:
- Ото от Ивреа, маркграф на Ивреа (1015/1026)
- Виберт, граф на Ивреа (1015/1026 и 1029)

## Биография
След отлъчването от Църквата на баща му през 999 г. от папа Силвестър II някои историци приемат, че вероятно позицията на маркграф на Ивреа е преминала към Ардуин, но преходът се отрича и до днес не се приема. Жени се за Вила, дъщеря на маркграфа на Тоскана Хуго и на графиня Юдита.
През 1023 г. Ардуин II посредничи в споровете между абатство Фрутуария и абатство Сен Бенин от Дижон.
През 1027 г. е нападнат от Конрад II, който желае да си върне владението на Ивреа, което е от решаващо значение за преминаването към Бургундия, но след като суверенът се завръща, потомците на Ардуин, които контролират течението на река Дора Балтеа и оттам преминаването към Бургундия, се връщат.
През 1036 Ардуин II получава като феод от епископа на Кремона Убалдо имоти на юг от Бергамо, като така засилва собствената си власт в южната част на територията на Бергамо.
Потомците му или неговите братя се наричат „графове на Канавезе“, въпреки че нямаха графство и са без официална инвеститура, продължавайки да доминират в западната част на Маркграфство Торино.

## Брак и потомство
∞ за неизвестна жена, от която има двама сина:
- Ардуин от Ивреа († пр. 10 април 1090), граф на Ивреа; ∞ за неизв., от която има един вероятен син
- Амадей от Ивреа († пр. 1097), маркграф на Ивреа